# 1965 na Coreia do Sul
Esta é uma cronologia dos principais fatos ocorridos no ano de 1965 na Coreia do Sul.

## Incumbentes
- Presidente – Park Chung-hee (1962–1979)
- Primeiro-ministro – Chung Il-kwon (1964–1970)

## Eventos
- 22 de junho – O Tratado de Relações Básicas entre Japão e República da Coreia é assinado em Tóquio
- 14 de agosto – Incidente do Partido Revolucionário Popular: o governo sul-coreano acusa um grupo de indivíduos de organizar um partido com inclinações socialistas
- 9 de outubro – Uma brigada de soldados sul-coreanos chega ao Vietnã do Sul

## Nascimentos
- 28 de fevereiro – Park Gok-ji, editora de cinema
- 14 de agosto – Moon Kyung-ja, basquetebolista
- 16 de outubro – Kang Kyung-ok, autora de banda desenhada
- 25 de dezembro – Sung Jung-a, basquetebolista

## Mortes
- 19 de julho – Syngman Rhee, 90, primeiro presidente do país